# ガンダムトリビュート from Lantis
『ガンダムトリビュート from Lantis』（ガンダムトリビュート・フロム・ランティス）は、Lantis所属アーティストによる、ガンダムシリーズの曲をカバーしたトリビュート・アルバム。

## 概要
ガンダムシリーズ誕生30周年を記念し、ランティス所属歌手が歴代主題歌を独自の趣向を凝らして思い思いにカバーしたアルバム。
2010年には第2弾「ガンダムトリビュート2 from Lantis」の発売も予告されていたが、発売延期が発表され未発売となった。

## 収録曲
1. 哀戦士（JAM Project） [4:55]
2. Ζ・刻を越えて（飛蘭） [4:06]
3. 水の星へ愛をこめて（橋本みゆき） [3:29]
4. サイレントヴォイス（yozuca*） [4:26]
5. 一千万年銀河（結城アイラ） [4:41]
6. ETERNAL WIND〜ほほえみは光る風の中〜（美郷あき） [5:08]
7. STAND UP TO THE VICTORY 〜トゥ・ザ・ヴィクトリー〜（Rey） [4:41]
8. JUST COMMUNICATION（栗林みな実） [4:07]
9. FLYING IN THE SKY（Little Non） [3:50]
10. DREAMS（奥井雅美） [4:49]
11. Resolution（遠藤正明） [5:27]
12. 風にひとりで（影山ヒロノブ） [3:42]
13. ビギニング（rino） [3:16]
14. めぐりあい（GRANRODEO） [4:15]